# Atlantoraja
Az Atlantoraja a porcos halak (Chondrichthyes) osztályának rájaalakúak (Rajiformes) rendjébe, ezen belül az Arhynchobatidae családjába tartozó nem.

## Tudnivalók
Az Atlantoraja-fajok előfordulási területe az Atlanti-óceán délnyugati részén, azaz Dél-Amerika keleti partjai mentén van. Ezek a porcos halak fajtól függően 79-132 centiméteresek.

## Rendszerezés
A nembe az alábbi 3 élő faj és 1 fosszilis faj tartozik:
- Atlantoraja castelnaui (Miranda Ribeiro, 1907)
- Atlantoraja cyclophora (Regan, 1903) - típusfaj
- Atlantoraja platana (Günther, 1880)

- †Atlantoraja cecilae (Steurbaut & Herman, 1978) - oligocén, Németország